# Global Ozone Monitoring Experiment
Das Global Ozone Monitoring Experiment (GOME) ist ein differenzielles optisches Absorptionsspektrometer, das im ultravioletten und sichtbaren Licht misst. Die erste Version des Instruments wurde am 21. April 1995 an Bord des ERS-2 Satelliten gestartet. GOME misst die von der Erdatmosphäre und -oberfläche reflektierte und gestreute solare Strahlung.
Das Hauptprodukt ist die Messung von Ozon in der Atmosphäre. Aber auch andere atmosphärische Parameter (z. B. Spurengase) können mit GOME gemessen werden. So liefert GOME auch wesentliche Daten zur Erforschung vulkanischer Gase und deren Transport über die Erdoberfläche.
Seit 2006 ist die zweite Version (GOME-2) auf dem europäischen meteorologischen Satelliten MetOp im All. GOME-2 hat im Vergleich zur ersten Version eine höhere räumliche und spektrale Auflösung. Das atmosphärische Ozon wird in verschiedenen Höhen sowie in der gesamten Luftsäule erfasst. Das Spektrometer kann einige Spurengase sowie Aerosole in der Atmosphäre in einer Auflösung von 10*40 km feststellen. Die Oberfläche der Erde wird dabei in drei Tagen vollständig erfasst.